# Монтіс-Кларус (мікрорегіон)

Монтіс-Кларус на карті штату Мінас-Жерайс

Монтіс-Кларус (порт. Microrregião de Montes Claros) — мікрорегіон в Бразилії, входить в штат Мінас-Жерайс. Складова частина мезорегіону Пініч штату Мінас-Жерайс. Населення становить 588 321 чоловік на 2006 рік. Займає площу 22 248,177 км². Густота населення — 26,4 чол./км².

## Склад мікрорегіону
До складу мікрорегіону включені наступні муніципалітети:
1. Бразиліа-ді-Мінас
2. Кампу-Азул
3. Капітан-Енеас
4. Клару-дус-Посойнс
5. Корасан-ді-Жезус
6. Франсіску-Са
7. Глаусіландія
8. Ібіракату
9. Жапонвар
10. Жураменту
11. Лонтра
12. Луїсландія
13. Мірабела
14. Монтіс-Кларус
15. Патіс
16. Понту-Шикі
17. Сан-Жуан-да-Лагоа
18. Сан-Жуан-да-Понті
19. Сан-Жуан-ду-Пакуї
20. Убаї
21. Варзеландія
22. Верделандія

| Бразилія | Це незавершена стаття з географії Бразилії. Ви можете допомогти проєкту, виправивши або дописавши її. |